# Leap card
De Leap card is een elektronische betaal- en toegangspas voor het openbaar transport in Dublin, de hoofdstad van Ierland. De kaart werd eind 2011 geïntroduceerd en is sinds 1 januari 2012 beschikbaar voor het publiek.

## Geschiedenis
De Leap-kaart wordt uitgegeven door de Railway Procurement Agency, die verantwoordelijk is voor de ontwikkeling van het spoor in de republiek Ierland. Bij de introductie was de kaart bruikbaar bij drie verschillende vervoersmaatschappijen: Dublin Bus, een staatsbedrijf dat de openbare stadsbussen in Dublin exploiteert, de Luas, de naam van de tramlijnen of lightrail in Dublin die geëxploiteerd worden door Veolia Transport en op de DART- en forensenlijnen van Iarnród Éireann - de exploitant van de zware spoorlijnen.
De eerste plannen voor een gecombineerde betaalfaciliteit voor de verschillende soorten openbaar vervoer werden eind 1990 ontwikkeld en het was de bedoeling dat een dergelijk systeem zou worden ingevoerd bij de opening van de eerste Luas-lijnen in 2004. Het project heeft echter grote vertraging opgelopen, gepaard gaand met enorme budgetoverschrijdingen, waardoor het pas begin 2012 beschikbaar kwam voor het grote publiek.

## Mogelijkheden
Bij de introductie was de Leap card uitsluitend een elektronische betaalfaciliteit: je kan de kaart opladen met een saldo en dat saldo gebruiken om enkele ritten te betalen op de drie genoemde vormen van openbaar vervoer. Er zijn plannen om de mogelijkheden van de kaart uit te breiden met abonnementen of gecombineerde 'end-to-end'-kaartjes, maar dat is momenteel nog niet mogelijk. Omdat de tariefstructuren tussen de twee spoorbedrijven enerzijds en de stadsbus anderzijds compleet verschillend zijn is het nog niet gelukt om gecombineerde ritten of andere diensten aan te bieden.

## Gebruik
De Leap-kaart kan opgeladen worden met een saldo, en dat saldo kan vervolgens gebruikt worden om een enkele reis/rit te betalen voor een van de openbaarvervoerdiensten: je kan dus niet een rit aanschaffen waarbij je - bijvoorbeeld - eerst een stuk reist met Dublin Bus en vervolgens overstapt op de Luas-tram. Het is zelfs niet mogelijk om via één enkele betaling twee buslijnen van Dublin Bus te gebruiken.

### Dublin Bus
Dublin Bus kent een breed scala aan kaartsoorten en bij de ingang van elke stadsbus zijn aan de linkerkant twee terminals opgehangen: het 'oude' systeem waar je een kartonnen kaart met magneetstrip moet invoeren en een MIFARE RFID-terminal voor de eigen abonnementen van Dublin Bus en de nieuwe Leap card.
Vervolgens is er bij de chauffeur een terminal die enkele ritten uitgeeft: bij cash betaling aan de chauffeur print deze een kaartje uit en bij gebruik van de Leap-kaart wordt de rit op de RFID-chip van de kaart geschreven en het saldo afgeboekt. Leap-kaartgebruikers moeten in principe altijd gebruikmaken van de terminal bij de chauffeur tenzij je de maximale ritprijs moet/wilt betalen: dan kan je ook de 'selfservice'-terminal aan de linkerkant gebruiken.
Een enkele reis die ofwel cash ofwel met de Leap-kaart wordt betaald is uitsluitend geldig op de bus waar je het kaartje aanschaft: het is niet mogelijk om over te stappen of de reis te onderbreken: elke rit moet apart betaald worden. Kaartjes aangeschaft met de Leap-kaart zijn goedkoper dan dezelfde rit die betaald wordt met contant geld.

### Luas
Voor de Luas geldt een 'tag-on/tag-off'-systeem, dat vergelijkbaar is met het gebruik van de OV-chipkaart in Nederland. Het is hierbij wel mogelijk om een rit (kort) te onderbreken en/of om gebruik te maken van de verschillende LUAS-lijnen: binnen de geldigheidsduur van een enkele rit kan je gebruikmaken van elke Luas-lijn.
Aan- en afmelden wordt gedaan via de kaartlezers die op elke Luas-halte staan opgesteld. Je moet je dus aanmelden voordat je de tram instapt en afmelden nadat je de tram verlaat.
Bij de 'tag-on' wordt de maximale ritprijs van € 2,50 afgeschreven van het saldo van de kaart en als bij de 'tag-off' berekend wordt dat de eigenlijke ritprijs lager is dan dit maximale bedrag wordt het verschil weer bijgeschreven op de chip. (Een uitzondering vormt het gebruik van de Luas-nachtlijnen die enkele nachten per jaar rijden: die ritten kosten € 4,- en dat bedrag wordt dan ook afgeschreven van de Leap-kaart als je de kaart op die nachten gebruikt).
De kaartlezers voor de Luas kunnen gebruikt worden voor zowel de Leap-kaart alsook de originele Luas-smartcard. Het is de bedoeling om de eigen Luas-smartcard uit te faseren en bezitters van een dergelijke kaart kunnen hem (gratis) omruilen voor een Leap-kaart.

### DART en Commuter
Ook bij de DART en Commuter wordt er gebruikgemaakt van 'tag-on' / 'tag-off'. Aanmelden (tag-on) geschiedt door de kaart bij de lezer van de toegangspoortjes te houden. Er wordt het maximale tarief afgeboekt van de Leap-kaart en het poortje gaat open. En bij het verlaten van het station meld men zich af via de lezer van het poortje om het station te kunnen verlaten. Als de poortjes buiten gebruik zijn (tijdens verbouwingen aan de stationshal bijvoorbeeld) of als men gebruikmaakt van de rolstoeltoegang op enkele kleinere stations kan men zich aan- en afmelden via kaartlezers op palen (zoals bij de Luas).
Naast de Leap-kaart gebruikt het spoorbedrijf Iarnród Éireann ook nog een eigen RFID-smartcardsysteem met dezelfde functionaliteit als de Leap-kaart: men kan er enkele reizen mee kopen binnen de zogenaamde 'short hop zone'.

## Opladen
Een Leap-kaart kan gekocht worden bij veel voorverkooppunten en kost dan € 10,-. Hierbij krijgt men dan een reissaldo van € 5,- en dan is er ook nog een soort 'verborgen' tegoed: zolang je een positief saldo op de kaart hebt staan kan je gebruikmaken van de Luas en Dart. Als de ritprijs vervolgens hoger is dan het saldo op de kaart sta je 'negatief'. Als je saldo voordat je je aanmeldt € 0,10 is dan wordt er bij de Luas € 2,50 afgeboekt en sta je dus € 2,40 in de min. Bij het afmelden blijkt de ritprijs € 1,80 te zijn en wordt er dus weer € 0,70 bijgeschreven en sta je € 1,70 negatief. Je zal de kaart dan eerst weer moeten opladen voordat je met de kaart kan reizen. Als je saldo negatief is dan wordt dit bedrag in mindering gebracht bij het opladen. (Stel dat je € 10,- oplaadt en je stond -€1,70: dan is je nieuwe saldo na het opladen € 8,30)
Opladen kan op verschillende manieren: bij de voorverkooppunten, waar je dus ook de kaart kan aanschaffen' kan je de kaart opladen bij de kassa van de betreffende winkels. Hierbij wordt de multifunctionele terminal gebruikt die ook gebruikt kan worden om beltegoed te kopen, concertkaartjes te betalen etc.
Een andere optie is de Leap-kaart op te laden via de ticketmachines op elke Luas-halte: je kan dan betalen met cash geld (munten en papiergeld) of met een bank- of creditkaart. Het is op dit moment nog niet mogelijk om de kaart op te laden bij de kaartautomaten op de Dart/commuterstations: daar kan je alleen de eigen Ianrod Eiran-smartcard opladen
De derde optie is online opladen: via internet kan je de kaart ook opladen en betalen met de Ierse variant van PIN: de Laser-kaart of met een MasterCard of Visa-credit- of debetkaart. Nadat je via internet betaald hebt moet je vervolgens je kaart daadwerkelijk opladen via een 'load'-terminal. Als load-terminals kan gebruikt worden de LUAS-palen op de Luas-tramhaltes, de palen en poortjes voor de Dart/Commuter en bij elk voorverkooppunt.

## Tarieven
Enkele reizen die betaald worden met de Leap-kaart (ofwel de eigen smartcard van Luas of Ianrod Eiran) zijn goedkoper dan enkele reizen betaald met cash geld. Kaartjes betaald met de Leap-kaart zijn 15-20% goedkoper dan dezelfde rit die betaald wordt met contant geld. Enkele voorbeelden staan hieronder
| Reisvorm   | Type rit                 | Cash-prijs | Leap tarief | Verschil in € en % |
| ---------- | ------------------------ | ---------- | ----------- | ------------------ |
| Dublin Bus | City Center fare         | € 0,60     | € 0,50      | €0,10 = 17%        |
| Dublin Bus | 1-3 stages               | € 1,40     | € 1,20      | € 0,20 = 14%       |
| Dublin Bus | 3-7 stages               | € 1,90     | € 1,70      | € 0,20 = 10%       |
| Luas       | Enkele zone spits-tarief | € 1,70     | € 1,45      | € 0,25 = 15%       |
| Luas       | Enkele zone daluren      | € 1,60     | € 1,45      | € 0,15 = 9,5%      |
| Luas       | Centraal-Groen 5 daluren | € 2,80     | € 2,50      | € 0,30 = 10%       |

## Geplande uitbreidingen
Het is de bedoeling dat de gebruiksmogelijkheden van de Leap-kaart uitgebreid worden. Het is de bedoeling dat ook andere aanbieders van openbaar vervoer in de Dublin-regio de kaart gaan gebruiken en moet het mogelijk worden om ook abonnementen (dag, week, maand en jaarkaarten) alsmede de speciale Tax-saver-kaarten die werknemers via hun werkgever voor inkomstenbelasting kunnen aanschaffen (en daarmee effectief 52% korting krijgen) gebruik gaan maken van de Leap-kaartchip.

## Techniek
De originele Luas-smartcard alsmede de 'eigen' RFID-kaarten van Dublin Bus en Ianrod Eiran maken gebruik van de MIFARE Classic, dezelfde kaart als de OV-chipkaart in Nederland. Welke techniek gebruikt wordt voor de Leap-kaart is niet bekendgemaakt maar het is niet de Classic. Maar omdat alle terminals wel van MIFARE zijn is het waarschijnlijk een van de (beter beveiligde) nieuwere MIFARE-varianten. De terminals in de bus en Luas kunnen overweg met zowel de Classic-kaarten die gebruikt worden voor de eigen systemen alsook de nieuwe Leap-kaart.
De ticketcontroleurs, die je vooral tegenkomt op de Luas-lijnen, hebben twee aparte terminals bij zich om de status van ofwel de Leap-kaart ofwel de eigen Luas-smartcard uit te lezen. Uiterlijk zijn deze twee terminal exact hetzelfde, maar ze zijn onderling niet uitwisselbaar.